# ロシア民主党
| ロシア民主党         | ロシア民主党                              |
| -------------------- | ----------------------------------------- |
| 党首                 | アンドレイ・ボグダノフ                    |
| 成立年月日           | 1990年                                    |
| 解散年月日           | 2008年11月16日                            |
| 解散理由             | 新党・右派活動 （正義の事業）に参加のため |
| 後継政党             | 右派活動（正義の事業）                    |
| 党本部所在地         | モスクワ                                  |
| 政治的立場           | 自由主義                                  |
| 色（イメージカラー） | 青                                        |
| 国際提携             | 特になし                                  |
| ウェブサイト         | democrats.ru                              |

ロシア民主党（ロシア語: Демократи́ческая Па́ртия Росси́и, Demokraticheskaya Partiya Rossii）は、ロシアの政党。ソ連時代の1990年に創設された。初代党首（議長）はニコライ・トラフキン。トラフキンのほかにスタニスラフ・ゴヴォルーヒン、セルゲイ・グラジエフなどが参加していた。ゴルバチョフ時代後期には改革派に位置していたが、ソビエト連邦の崩壊後は、エリツィン政権からは距離を置き、中道派にシフトし、1992年6月にはアレクサンドル・ルツコイ副大統領の自由ロシア人民党、「刷新」などと政治ブロック市民同盟を結成した。
1993年の連邦議会選挙では、得票率5.52パーセント、14議席を獲得した。しかし、結党当初から党運営をめぐり強権的な態度が目立ったトラフキンに対する反発もあり、1994年グラジエフは離党し、翌1995年の下院選挙ではロシア連邦共産党から立候補し当選した。民主党は議席を全く獲得できなかった。
2001年に民主党を再建したのはミハイル・プルサクである。2005年にはミハイル・カシヤノフ前首相が党議長に選出されるが、その後、アンドレイ・ボグダノフが党首となり現在に至っている。2007年ロシア民主党はロシアの欧州連合加盟を目指し、国民投票を提案した。同年の下院選挙では得票率0.13パーセントと全く振るわなかった。民主党に対しては野党、特に自由主義政党の右派勢力同盟やヤブロコなどからプーチン政権に対する批判票が分散するとして批判されることもある。ボグダノフ党首は2008年ロシア大統領選挙に立候補をした。
2008年11月、右派勢力同盟、市民勢力と合併し、新たに右派活動を結成した。

## 党機構
- 党首、中央委員会議長（アンドレイ・ボグダノフ）
- 党幹部会議長（ヴャチェスラフ・スミルノフ）
- 政治評議会（常設の幹部会、7名）
- 中央委員会（党大会閉会中の最高決定機関、76名）